# Tỉnh trưởng Chính phủ Nhân dân tỉnh Tứ Xuyên
Tỉnh trưởng Chính phủ Nhân dân tỉnh Tứ Xuyên (Tiếng Trung Quốc: 四川省人民政府省长, Bính âm Hán ngữ: Sì Chuān shěng rénmín zhèngfǔ shěng zhǎng, Tứ Xuyên tỉnh Nhân dân Chính phủ Tỉnh trưởng) được bầu cử bởi Đại hội Đại biểu nhân dân tỉnh Tứ Xuyên, lãnh đạo bởi thành viên của Đảng Cộng sản Trung Quốc. Cán bộ, công chức lãnh đạo, là Tỉnh trưởng Chính phủ Nhân dân tỉnh Tứ Xuyên có cấp bậc Bộ trưởng, thường là Ủy viên Ủy ban Trung ương Đảng Cộng sản Trung Quốc các khóa. Tỉnh trưởng Chính phủ Nhân dân là lãnh đạo thứ hai của tỉnh, đứng sau Bí thư Tỉnh ủy. Tỉnh trưởng Chính phủ Nhân dân tỉnh Tứ Xuyên đồng thời là Phó Bí thư Tỉnh ủy tỉnh Tứ Xuyên.
Trong lịch sử Cộng hòa Nhân dân Trung Hoa, chức vụ Tỉnh trưởng Chính phủ Nhân dân tỉnh Tứ Xuyên có các tên gọi là Chủ tịch Chính phủ Nhân dân tỉnh Tứ Xuyên (1952 - 1955), Tỉnh trưởng Ủy ban Nhân dân tỉnh Tứ Xuyên (1955 - 1967), Chủ nhiệm Ủy ban Quân Giải phóng Nhân dân Trung Quốc Kiểm soát tỉnh Tứ Xuyên (1967 - 1968), Chủ nhiệm Ủy ban Cách mạng tỉnh Tứ Xuyên (1968 - 1979), và Tỉnh trưởng Chính phủ Nhân dân tỉnh Tứ Xuyên (1979 đến nay). Tất cả các tên gọi này dù khác nhau nhưng cùng có ý nghĩa là Thủ trưởng Hành chính tỉnh Tứ Xuyên, tức nghĩa Tỉnh trưởng Chính phủ Nhân dân tỉnh Tứ Xuyên hiện nay.
Tỉnh trưởng Chính phủ Nhân dân tỉnh Tứ Xuyên hiện tại là Doãn Lực.

## Lịch sử
Tứ Xuyên năm 2018 có 83 triệu dân, tương đương Đức, GDP đạt 4.068 tỉ Nhân dân tệ (tương đương 615,4 tỉ USD). Tứ Xuyên gặp nhiều khó khăn trong lịch sử thành lập từ 1952.

### Thời kỳ đầu
Vào tháng 12 năm 1949, chiến tranh phía tây nam kết thúc và Đảng Cộng sản Trung Quốc đã chiếm toàn bộ tỉnh Tứ Xuyên. Từ tháng 1 năm 1950, các Ủy ban Hành chính được thành lập nhằm quản lý Tứ Xuyên bao gồm khu Xuyên Bắc, Xuyên Tây, Xuyên Nam và Xuyên Nam. Địa bàn Tứ Xuyên được chia thành bốn khu, tồn tại từ năm 1950 đến năm 1952. Thủ trưởng các đơn vị này là tiền đề Thủ trưởng hành chính tỉnh Tứ Xuyên.
| Chân dung                                                                | Tên                                                                                 | Chức vụ                                                        | Chức vụ về sau                                              |
| ------------------------------------------------------------------------ | ----------------------------------------------------------------------------------- | -------------------------------------------------------------- | ----------------------------------------------------------- |
|                                                                          | Diêm Hồng Ngạn (1909 – 1967) Quê tại Thiểm Tây. Mất năm 1967 tại Côn Minh.          | Chủ nhiệm Ủy ban Hành chính Xuyên Đông (giai đoạn 1950 – 1952) | Thượng tướng Quân Giải phóng Nhân dân Trung Quốc.           |
| Chính ủy Quân khu Côn Minh.                                              | Diêm Hồng Ngạn (1909 – 1967) Quê tại Thiểm Tây. Mất năm 1967 tại Côn Minh.          | Chủ nhiệm Ủy ban Hành chính Xuyên Đông (giai đoạn 1950 – 1952) |                                                             |
| Bí thư Tỉnh ủy tỉnh Vân Nam.                                             | Diêm Hồng Ngạn (1909 – 1967) Quê tại Thiểm Tây. Mất năm 1967 tại Côn Minh.          | Chủ nhiệm Ủy ban Hành chính Xuyên Đông (giai đoạn 1950 – 1952) |                                                             |
| Bí thư thứ nhất Ủy ban Tây Nam Trung ương Đảng Cộng sản Trung Quốc.      | Diêm Hồng Ngạn (1909 – 1967) Quê tại Thiểm Tây. Mất năm 1967 tại Côn Minh.          | Chủ nhiệm Ủy ban Hành chính Xuyên Đông (giai đoạn 1950 – 1952) |                                                             |
|                                                                          | Trương Quốc Hoa (1914 – 1972) Quê tại Cát An, Giang Tây. Mất năm 1972 tại Thành Đô. | Chủ nhiệm Ủy ban Hành chính Xuyên Nam (năm 1950)               | Phong Trung tướng Giải phóng quân Nhân dân Trung Quốc 1955. |
| Chủ nhiệm Ủy ban Cải cách tỉnh Tứ Xuyên từ 1968 – 1972.                  | Trương Quốc Hoa (1914 – 1972) Quê tại Cát An, Giang Tây. Mất năm 1972 tại Thành Đô. | Chủ nhiệm Ủy ban Hành chính Xuyên Nam (năm 1950)               |                                                             |
| Bí thư Khu ủy Khu tự trị Tây Tạng.                                       | Trương Quốc Hoa (1914 – 1972) Quê tại Cát An, Giang Tây. Mất năm 1972 tại Thành Đô. | Chủ nhiệm Ủy ban Hành chính Xuyên Nam (năm 1950)               |                                                             |
| Bí thư Tỉnh ủy tỉnh Tứ Xuyên.                                            | Trương Quốc Hoa (1914 – 1972) Quê tại Cát An, Giang Tây. Mất năm 1972 tại Thành Đô. | Chủ nhiệm Ủy ban Hành chính Xuyên Nam (năm 1950)               |                                                             |
|                                                                          | Lý Tĩnh Toàn (1909 – 1989) Quê tại Lâm Xuyên,Giang Tây. Mất năm 1989 tại Bắc Kinh.  | Chủ nhiệm Ủy ban Hành chính Xuyên Tây (giai đoạn 1950 – 1952)  | Ủy viên Bộ Chính trị Đảng Cộng sản Trung Quốc.              |
| Bí thư Ủy ban Trung ương Tây Nam Trung Quốc.                             | Lý Tĩnh Toàn (1909 – 1989) Quê tại Lâm Xuyên,Giang Tây. Mất năm 1989 tại Bắc Kinh.  | Chủ nhiệm Ủy ban Hành chính Xuyên Tây (giai đoạn 1950 – 1952)  |                                                             |
| Bí thư thứ nhất Tỉnh ủy tỉnh Tứ Xuyên.                                   | Lý Tĩnh Toàn (1909 – 1989) Quê tại Lâm Xuyên,Giang Tây. Mất năm 1989 tại Bắc Kinh.  | Chủ nhiệm Ủy ban Hành chính Xuyên Tây (giai đoạn 1950 – 1952)  |                                                             |
| Phó Ủy viên trưởng Ủy ban Thường vụ Đại hội Đại biểu Nhân dân Toàn quốc. | Lý Tĩnh Toàn (1909 – 1989) Quê tại Lâm Xuyên,Giang Tây. Mất năm 1989 tại Bắc Kinh.  | Chủ nhiệm Ủy ban Hành chính Xuyên Tây (giai đoạn 1950 – 1952)  |                                                             |
| Ủy viên Ủy ban Cố vấn Trung ương Đảng Cộng sản Trung Quốc.               | Lý Tĩnh Toàn (1909 – 1989) Quê tại Lâm Xuyên,Giang Tây. Mất năm 1989 tại Bắc Kinh.  | Chủ nhiệm Ủy ban Hành chính Xuyên Tây (giai đoạn 1950 – 1952)  |                                                             |
| Chính ủy Quân khu Thành Đô.                                              | Lý Tĩnh Toàn (1909 – 1989) Quê tại Lâm Xuyên,Giang Tây. Mất năm 1989 tại Bắc Kinh.  | Chủ nhiệm Ủy ban Hành chính Xuyên Tây (giai đoạn 1950 – 1952)  |                                                             |
| Cán bộ Lãnh đạo cấp Phó Quốc gia, Thủ trưởng Tứ Xuyên đầu tiên           |                                                                                     |                                                                |                                                             |
|                                                                          | Hồ Diệu Bang (1915 – 1989) Quê tại Hồ Nam. Mất năm 1989 tại Bắc Kinh.               | Chủ nhiệm Ủy ban Hành chính Xuyên Bắc (giai đoạn 1950 – 1952)  | Tổng Bí thư Đảng Cộng sản Trung Quốc 1982 – 1987.           |
| Chủ tịch Đảng Cộng sản Trung Quốc (1981 – 1982).                         | Hồ Diệu Bang (1915 – 1989) Quê tại Hồ Nam. Mất năm 1989 tại Bắc Kinh.               | Chủ nhiệm Ủy ban Hành chính Xuyên Bắc (giai đoạn 1950 – 1952)  |                                                             |
| Tổng Bí thư Ủy ban Trung ương Đảng Cộng sản Trung Quốc.                  | Hồ Diệu Bang (1915 – 1989) Quê tại Hồ Nam. Mất năm 1989 tại Bắc Kinh.               | Chủ nhiệm Ủy ban Hành chính Xuyên Bắc (giai đoạn 1950 – 1952)  |                                                             |
| Ủy viên Ban Thường vụ Bộ Chính trị Đảng Cộng sản Trung Quốc.             | Hồ Diệu Bang (1915 – 1989) Quê tại Hồ Nam. Mất năm 1989 tại Bắc Kinh.               | Chủ nhiệm Ủy ban Hành chính Xuyên Bắc (giai đoạn 1950 – 1952)  |                                                             |
| Lãnh đạo quốc gia vị trí thứ bảy rồi thứ năm và thứ nhất.                | Hồ Diệu Bang (1915 – 1989) Quê tại Hồ Nam. Mất năm 1989 tại Bắc Kinh.               | Chủ nhiệm Ủy ban Hành chính Xuyên Bắc (giai đoạn 1950 – 1952)  |                                                             |
| Tổng thư ký Ủy ban Trung ương Đảng Cộng sản Trung Quốc.                  | Hồ Diệu Bang (1915 – 1989) Quê tại Hồ Nam. Mất năm 1989 tại Bắc Kinh.               | Chủ nhiệm Ủy ban Hành chính Xuyên Bắc (giai đoạn 1950 – 1952)  |                                                             |
| Trưởng Ban Tuyên truyền Trung ương Đảng Cộng sản Trung Quốc.             | Hồ Diệu Bang (1915 – 1989) Quê tại Hồ Nam. Mất năm 1989 tại Bắc Kinh.               | Chủ nhiệm Ủy ban Hành chính Xuyên Bắc (giai đoạn 1950 – 1952)  |                                                             |
| Trưởng Ban Tổ chức Trung ương Đảng Cộng sản Trung Quốc.                  | Hồ Diệu Bang (1915 – 1989) Quê tại Hồ Nam. Mất năm 1989 tại Bắc Kinh.               | Chủ nhiệm Ủy ban Hành chính Xuyên Bắc (giai đoạn 1950 – 1952)  |                                                             |
| Bí thư thứ nhất Tỉnh ủy tỉnh Thiểm Tây.                                  | Hồ Diệu Bang (1915 – 1989) Quê tại Hồ Nam. Mất năm 1989 tại Bắc Kinh.               | Chủ nhiệm Ủy ban Hành chính Xuyên Bắc (giai đoạn 1950 – 1952)  |                                                             |
| Bí thư thứ nhất Đoàn Thanh niên Cộng sản Trung Quốc.                     | Hồ Diệu Bang (1915 – 1989) Quê tại Hồ Nam. Mất năm 1989 tại Bắc Kinh.               | Chủ nhiệm Ủy ban Hành chính Xuyên Bắc (giai đoạn 1950 – 1952)  |                                                             |
| Lãnh đạo Quốc gia từ 1980 – 1987.                                        |                                                                                     |                                                                |                                                             |

Vào ngày 07 tháng 8 năm 1952, cuộc họp lần thứ 17 của Ủy ban Chính phủ Nhân dân Trung ương Trung Quốc đã quyết định giải thể bốn cơ quan hành chính nói trên và sáp nhập và thành lập Chính phủ Nhân dân tỉnh Tứ Xuyên. Thủ trưởng là Chủ tịch Chính phủ Nhân dân tỉnh từ năm 1952 đến 1955, là Lý Tĩnh Toàn, bổ nhiệm từ vị trí Chủ nhiệm Xuyên Tây, là Thủ trưởng cơ quan hành chính tỉnh đầu tiên của Tứ Xuyên. Năm 1954, thành phố Trùng Khánh được hạ hành thành phố trực thuộc tỉnh Tứ Xuyên, một phần Tứ Xuyên cho đến năm 1997, quay lại vị trí thành phố trực thuộc trung ương.
Vào tháng 1 năm 1955, cơ quan được đổi tên thành Ủy ban Nhân dân tỉnh Tứ Xuyên. Vào tháng 7 cùng năm, một phần tỉnh Tây Khang cũ đã được sáp nhập vào Tứ Xuyên (một phần vào Khu tự trị Tây Tạng). Từ 1959 đến 1961, nạn đói lớn đã diễn ra, người dân Tứ Xuyên đã phải chịu một nạn đói chưa từng thấy trong lịch sử, đặc biệt là ở vùng đồi núi Xuyên Đông có dân đông và ít đất canh tác. Tổng số người chết không tự nhiên ở Tứ Xuyên là 9,4 triệu người. Là Tỉnh trưởng Ủy ban Nhân dân tỉnh Tứ Xuyên 13 năm (1955 – 1968), Lý Đại Chương có nhiệm vụ vượt qua nạn đói cho tỉnh, đến năm 1961 mới kết thúc. Nạn đói cũng đã làm tổn hại đến sản xuất công nghiệp và nông nghiệp trong tỉnh, ba năm này có thể xem là một bước ngoặt của Tứ Xuyên bởi vì kể từ đó Tứ Xuyên đã không còn là một trong những khu vực phát triển nhất tại Trung Quốc.

### Từ 1968

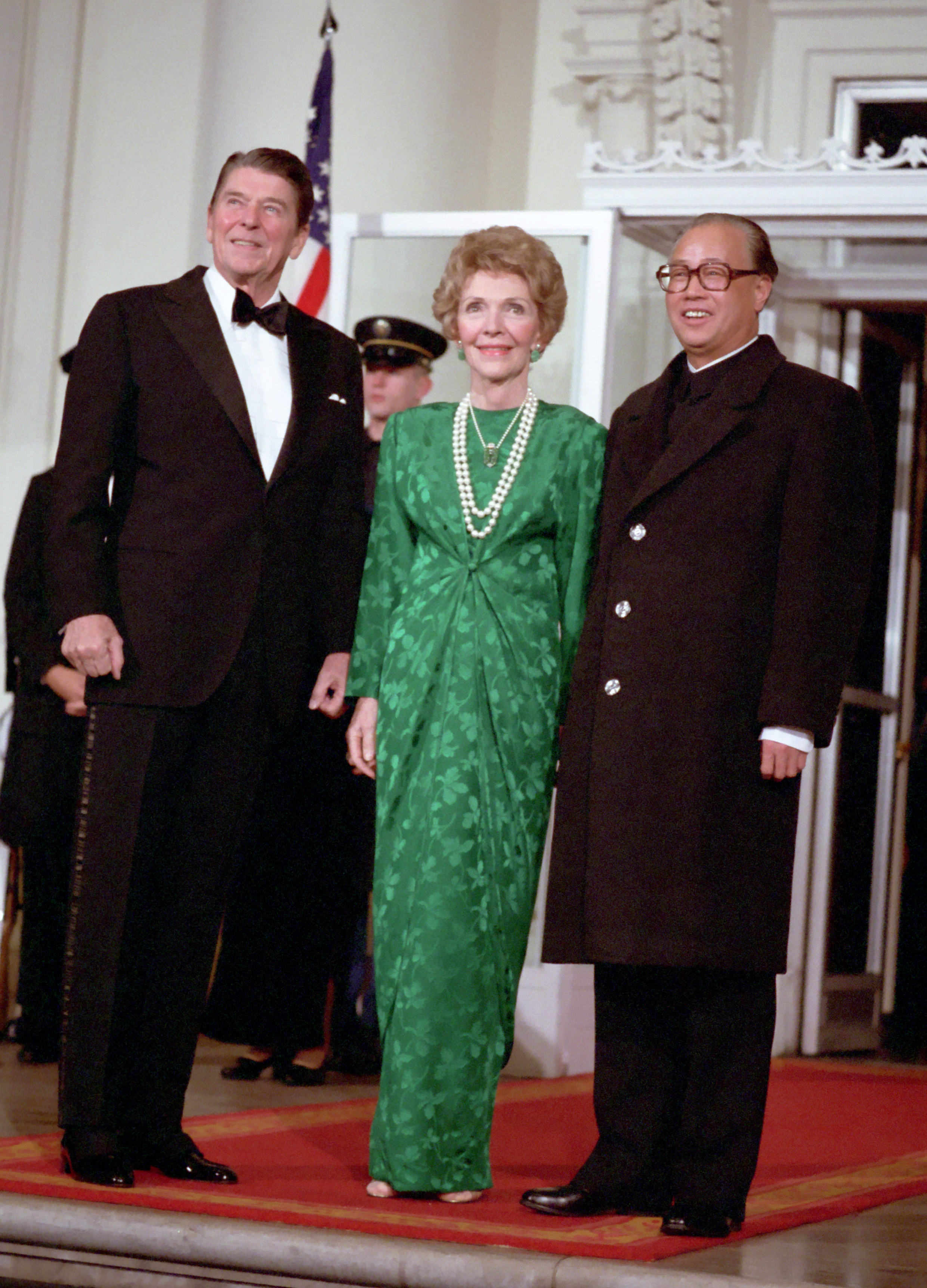
Ảnh năm 1984 tại Hoa Kỳ giữa Triệu Tử Dương, Tổng lý Quốc vụ viện Cộng hòa Nhân dân Trung Hoa, bên phải ngoài cùng, cùng Ronald Reagan, Tổng thống Hoa Kỳ (thứ 40), và Nancy Reagan, phu nhân.

Tháng 5 năm 1968, Ủy ban Cách mạng tỉnh Tứ Xuyên được thành lập, trong giai đoạn Đại Cách mạng Văn hóa vô sản. Hai Trung tướng được điều tới quản lý hành chính gồm Trương Quốc Hoa (nguyên Chủ nhiệm Xuyên Nam), Lưu Hưng Nguyên. Năm 1975, trong hoàn cảnh khó khăn của Tứ Xuyên, Đặng Tiểu Bình đã đặt Triệu Tử Dương làm Bí thư Tỉnh ủy kiêm Chủ nhiệm Ủy ban Cải cách tỉnh Tứ Xuyên, nhằm đẩy mạnh phát triển khu vực. Trong bốn năm làm Lãnh đạo Tứ Xuyên (1975 – 1979), ông nới lỏng các chính sách về các vấn đề nông nghiệp, thúc đẩy phát triển các hoạt động đa dạng, giảm gánh nặng cho nông dân, giúp nông dân hồi phục. Năm 1977, so với năm 1976, tổng sản lượng ngũ cốc của tỉnh Tứ Xuyên tăng 10%. Trong nửa cuối năm 1978, diện tích đất dành cho nông dân được mở rộng lên khoảng 15% tổng diện tích đất trồng trọt, nông dân sản xuất hàng hóa cho hộ gia đình. Với việc thúc đẩy hệ thống hợp đồng hộ gia đình, ông đã dẫn đầu trong thí điểm đất nước để xây dựng lại chính quyền ở Tứ Xuyên, và cung cấp kinh nghiệm trong việc hủy bỏ hệ thống xã trên toàn quốc. Đặng Tiểu Bình coi đây là mô hình cho Cải cách kinh tế Trung Quốc. Một câu tương truyền giai đoạn rất nổi tiếng: "Muốn ăn cơm? Tìm Vạn Lý. Muốn thức ăn? Tìm Tử Dương!". Sau đó, Triệu Tử Dương trở thành Lãnh đạo Quốc gia, Tổng Bí thư Đảng Cộng sản Trung Quốc (1987 – 1989). Tuy nhiên, bởi sự ủng hộ Sự kiện Thiên An Môn, ông bị thanh trừng năm 1989 và giam lỏng đến khi qua đời năm 2005.
Tháng 12 năm 1979, Ủy ban Cách mạng tỉnh Tứ Xuyên bị bãi bỏ và Chính phủ Nhân dân tỉnh Tứ Xuyên được tái lập. Tỉnh trưởng Chính phủ Nhân dân tỉnh Tứ Xuyên là Thủ trưởng tỉnh cho đến nay. Điều đặc biệt khác nhiều tỉnh khác đó là các Tỉnh trưởng Tứ Xuyên giai đoạn này thường giữ chức vụ đến khi nghỉ hưu, ít vị được điều chuyển, chưa có vị nào được thăng chức. Lỗ Đại Đông (1979 – 1982), Dương Tích Tông (1982 – 1985), Tưởng Dân Khoan (1985 – 1988), Trương Hạo Nhã (1988 – 1993), Tiêu Ương (1993 – 1996), Tống Bảo Thụy (1996 – 1999), Trương Trung Vĩ (1999 – 2007), Tưởng Cự Phong (2007 – 2013), Ngụy Hồng (2007 – 2016). Năm 2008, Động đất Tứ Xuyên 2008 diễn ra, gây thiệt hại vô cùng lớn, có tới 67.229 người tử vong. Trong giai đoạn này, Tưởng Cự Phong tham gia giải quyết, phục hồi Tứ Xuyên. Năm 2016, Ngụy Hồng vi phạm kỷ luật nghiêm trọng khi đang là Tỉnh trưởng, phải từ chức. Người được bổ nhiệm thay đổi là Doãn Lực, Tiến sĩ Y học, một chuyên gia Y học, chuyển tới từ vị trí Thứ trưởng Bộ Y tế Trung Quốc, Ủy viên Ủy ban Trung ương Đảng Cộng sản Trung Quốc khóa XIX., hiện là Tỉnh trưởng Chính phủ Nhân dân tỉnh Tứ Xuyên.

## Danh sách Tỉnh trưởng Chính phủ Nhân dân tỉnh Tứ Xuyên
Từ năm 1949 tính đến hiện tại, Chính phủ Nhân dân tỉnh Tứ Xuyên có 15 Tỉnh trưởng Chính phủ Nhân dân.
| STT                                                     | Tên                                                     | Quê quán                                                | Sinh năm                                                | Nhiệm kỳ                                                | Chức vụ về sau (gồm hiện) | Chức vụ trước, tình trạng                                                                         |
| Chủ tịch Chính phủ Nhân dân tỉnh Tứ Xuyên (1952 - 1955) | Chủ tịch Chính phủ Nhân dân tỉnh Tứ Xuyên (1952 - 1955) | Chủ tịch Chính phủ Nhân dân tỉnh Tứ Xuyên (1952 - 1955) | Chủ tịch Chính phủ Nhân dân tỉnh Tứ Xuyên (1952 - 1955) | Chủ tịch Chính phủ Nhân dân tỉnh Tứ Xuyên (1952 - 1955) | Chủ tịch Chính phủ Nhân dân tỉnh Tứ Xuyên (1952 - 1955) | Chủ tịch Chính phủ Nhân dân tỉnh Tứ Xuyên (1952 - 1955)                                           |
| ------------------------------------------------------- | ------------------------------------------------------- | ------------------------------------------------------- | ------------------------------------------------------- | ------------------------------------------------------- | --- | ------------------------------------------------------------------------------------------------- |
| 1                                                       | Lý Tĩnh Toàn                                            | Lâm Xuyên, Giang Tây                                    | 1909 - 1989                                             | 08/1952 - 01/1955                                       | Nguyên Ủy viên Bộ Chính trị Đảng Cộng sản Trung Quốc, Nguyên Bí thư Ủy ban Trung ương Tây Nam Trung Quốc, Nguyên Bí thư thứ nhất Tỉnh ủy tỉnh Tứ Xuyên, Nguyên Phó Ủy viên trưởng Ủy ban Thường vụ Đại hội Đại biểu Nhân dân Toàn quốc, Nguyên Ủy viên Ủy ban Cố vấn Trung ương Đảng Cộng sản Trung Quốc, Nguyên Chính ủy Quân khu Thành Đô. | Tỉnh trưởng Tứ Xuyên đầu tiên, Qua đời năm 1989 tại Bắc Kinh.                                     |
| Tỉnh trưởng Ủy ban Nhân dân tỉnh Tứ Xuyên (1955 - 1968) |                                                         |                                                         |                                                         |                                                         | |                                                                                                   |
| 2                                                       | Lý Đại Chương                                           | Lô Châu, Tứ Xuyên                                       | 1900 - 1976                                             | 01/1955 - 05/1968                                       | Nguyên Bí thư Tỉnh ủy tỉnh Quý Châu, Nguyên Trưởng Ban Công tác Mặt trận Thống nhất Trung ương Đảng Cộng sản Trung Quốc. | Qua đời năm 1976 tại Bắc Kinh.                                                                    |
| Chủ nhiệm Ủy ban Cải cách tỉnh Tứ Xuyên (1968 - 1979)   |                                                         |                                                         |                                                         |                                                         | |                                                                                                   |
| 3                                                       | Trương Quốc Hoa                                         | Cát An, Giang Tây                                       | 1914 - 1972                                             | 05/1968 - 02/1972                                       | Trung tướng Giải phóng quân Nhân dân Trung Quốc, Nguyên Bí thư Khu ủy Khu tự trị Tây Tạng, Nguyên Bí thư Tỉnh ủy tỉnh Tứ Xuyên. | Qua đời năm 1972 ở Thành Đô.                                                                      |
| 4                                                       | Lưu Hưng Nguyên                                         | Cử Nam Sơn Đông                                         | 1908 - 1990                                             | 02/1972 - 10/1975                                       | Trung tướng Giải phóng quân Nhân dân Trung Quốc, Nguyên Tư lệnh Quân khu Thành Đô, Nguyên Bí thư Tỉnh ủy tỉnh Quảng Đông, Nguyên Tỉnh trưởng Chính phủ Nhân dân tỉnh Quảng Đông, Nguyên Bí thư Tỉnh ủy tỉnh Tứ Xuyên. | Qua đời năm 1990 tại Bắc Kinh.                                                                    |
| 5                                                       | Triệu Tử Dương                                          | An Dương Hà Nam                                         | 1919 - 2005                                             | 10/1975 - 12/1979                                       | Nguyên nhà lãnh đạo quốc gia (cận tối cao), Nguyên Tổng Bí thư Đảng Cộng sản Trung Quốc (1987 - 1989), Nguyên Tổng lý Quốc vụ viện Cộng hòa Nhân dân Trung Hoa (1980 - 1987), Nguyên Ủy viên Ban Thường vụ Bộ Chính trị Đảng Cộng sản Trung Quốc (1977 - 1999), lãnh đạo các vị trí thứ tư, thứ nhất, Nguyên Phó Chủ tịch thứ nhất Ủy ban Quân sự Trung ương Đảng Cộng sản Trung Quốc, Nguyên Phó Chủ tịch Đảng Cộng sản Trung Quốc, Nguyên Bí thư Tỉnh ủy tỉnh Quảng Đông, Nguyên Bí thư Tỉnh ủy tỉnh Tứ Xuyên, Nguyên Phó Chủ tịch Ủy ban Toàn quốc Hội nghị Hiệp thương Chính trị Nhân dân Trung Quốc. | Lãnh đạo quốc gia, bị thanh trừ năm 1989 tại Sự kiện Thiên An Môn. qua đời năm 2005 tại Bắc Kinh. |
| Tỉnh trưởng Chính phủ Nhân dân tỉnh Tứ Xuyên (1979 -)   |                                                         |                                                         |                                                         |                                                         | |                                                                                                   |
| 6                                                       | Lỗ Đại Đông                                             | Quán Đào, Hà Bắc                                        | 1915 - 1998                                             | 12/1979 - 12/1982                                       | Nguyên Ủy viên Ủy ban Cố vấn Trung ương Đảng Cộng sản Trung Quốc. | Qua đời năm 1998 ở Thành Đô.                                                                      |
| 7                                                       | Dương Tích Tông                                         | Đại Ấp Tứ Xuyên                                         | 1928 - 2007                                             | 12/1982 - 05/1985                                       | Nguyên Bí thư Tỉnh ủy tỉnh Hà Nam (Trung Quốc) | Qua đời năm 2007 ở Thành Đô.                                                                      |
| 8                                                       | Tưởng Dân Khoan                                         | Tô Châu, Giang Tô                                       | 1930 - 2012                                             | 05/1985 - 01/1988                                       | Nguyên Phó Trưởng Ban Công tác Mặt trận Thống nhất Trung ương Đảng Cộng sản Trung Quốc, Nguyên Thường vụ Ủy ban Toàn quốc Hội nghị Hiệp thương Chính trị Nhân dân Trung Quốc. | Mất năm 2012 tại Bắc Kinh.                                                                        |
| 9                                                       | Trương Hạo Nhã                                          | Trịnh Châu Hà Nam                                       | 1932 - 2004                                             | 01/1988 - 02/1993                                       | Nguyên Bộ trưởng Bộ Thương mại nội địa Trung Quốc (đã giải thể), Nguyên Phó Chủ nhiệm Ủy ban Cải cách kinh tế Quốc gia Trung Quốc (đã giải thể, nay là Ủy ban Cải cách và Phát triển Quốc gia Cộng hòa Nhân dân Trung Hoa). | Mất năm 2004 tại Bắc Kinh.                                                                        |
| 10                                                      | Tiêu Ương                                               | Lãng Trung Tứ Xuyên.                                    | 1929 - 1998                                             | 02/1993 - 02/1996                                       | Nguyên Phó Chủ nhiệm Ủy ban Xây dựng Tam Hiệp. | Qua đời năm 1998 ở Thành Đô.                                                                      |
| 11                                                      | Tống Bảo Thụy                                           | Bắc Kinh                                                | 1937 -                                                  | 02/1996 - 06/1999                                       | Nguyên Thường vụ Ủy ban Toàn quốc Hội nghị Hiệp thương Chính trị Nhân dân Trung Quốc. | Trước đó là Phó Bí thư Tỉnh uỷ tỉnh Tứ Xuyên.                                                     |
| 12                                                      | Trương Trung Vĩ                                         | Đô Giang Yển, Tứ Xuyên                                  | 1942 -                                                  | 06/1999 - 01/2007                                       | Nguyên Ủy viên Ủy ban Thường vụ Đại hội Đại biểu Nhân dân Toàn quốc Cộng hòa Nhân dân Trung Hoa. | Trước đó là Phó Bí thư Tỉnh uỷ tỉnh Tứ Xuyên.                                                     |
| 13                                                      | Tưởng Cự Phong                                          | Chư Kỵ Chiết Giang                                      | 1948 -                                                  | 01/2007 - 01/2013                                       | Nguyên Tỉnh trưởng Chính phủ Nhân dân tỉnh Tứ Xuyên. | Trước đó là Phó Bí thư Tỉnh uỷ tỉnh Tứ Xuyên.                                                     |
| 14                                                      | Ngụy Hồng                                               | Lâm Nghi, Sơn Đông                                      | 1954 -                                                  | 01/2013 - 01/2016                                       | Nguyên Tỉnh trưởng Chính phủ Nhân dân tỉnh Tứ Xuyên. | Năm 2015 đã vi phạm kỷ luật nghiêm trọng, từ chức.                                                |
| 15                                                      | Doãn Lực.                                               | Lâm Nghi, Sơn Đông                                      | 1962 -                                                  | 01/2016 -                                               | Ủy viên Ủy ban Trung ương Đảng Cộng sản Trung Quốc khóa XIX, Phó Bí thư Tỉnh ủy tỉnh Tứ Xuyên, Tỉnh trưởng Chính phủ Nhân dân tỉnh Tứ Xuyên. | Trước đó là Thứ trưởng Bộ Y tế Trung Quốc.                                                        |

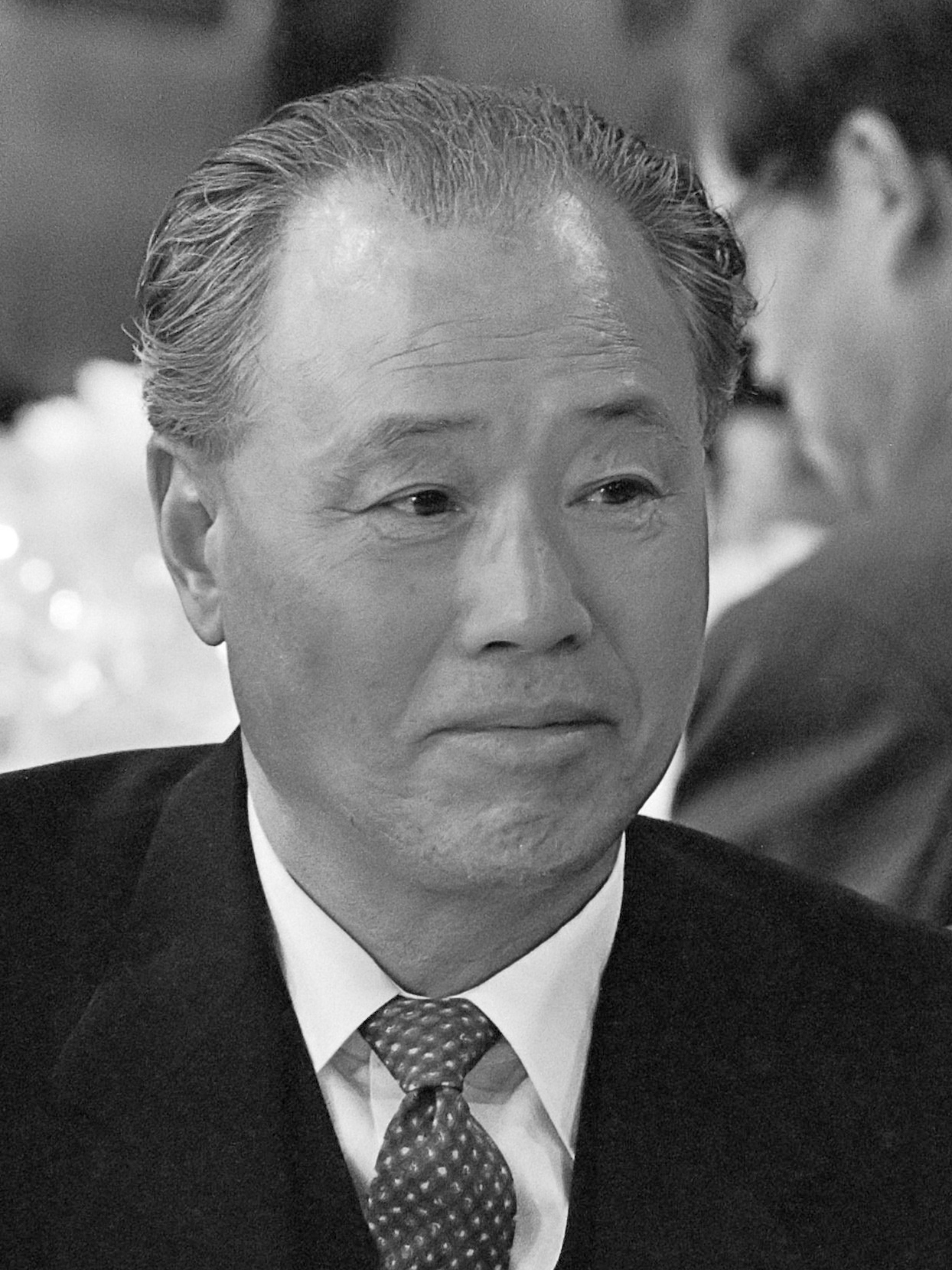
Triệu Tử Dương (1919 - 2005), lãnh đạo quốc gia, nguyên Tổng Bí thư Đảng Cộng sản Trung Quốc (1987 - 1989), nguyên Tổng lý Quốc vụ viện Cộng hòa Nhân dân Trung Hoa, nguyên Ủy viên Ban Thường vụ Bộ Chính trị Đảng Cộng sản Trung Quốc (1977 - 1989), nguyên Chủ nhiệm Ủy ban Cách mạng tỉnh Tứ Xuyên (1975 - 1979).
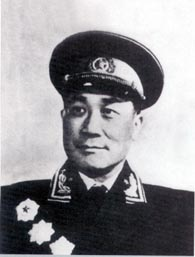
Trương Quốc Hoa (1914 - 1972), Trung tướng Giải phóng quân Nhân dân Trung Quốc, nguyên Chủ nhiệm Ủy ban Cách mạng tỉnh Tứ Xuyên (1968 - 1972).
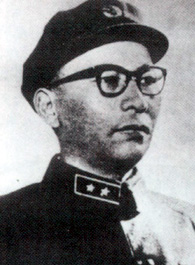
Lưu Hưng Nguyên (1908 - 1990), Trung tướng Giải phóng quân Nhân dân Trung Quốc, nguyên Chủ nhiệm Ủy ban Cách mạng tỉnh Tứ Xuyên (1972 - 1975).
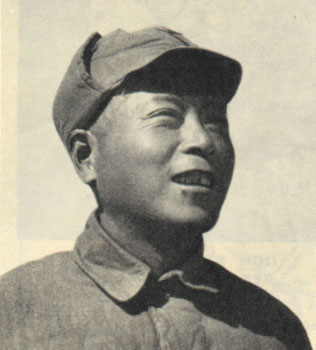
Lý Tĩnh Toàn (1909 - 1989), nguyên Ủy viên Bộ Chính trị Đảng Cộng sản Trung Quốc, nguyên Chủ tịch Chính phủ Nhân dân tỉnh Tứ Xuyên (1952 - 1955), Thủ trưởng đầu tiên của Tứ Xuyên.

## Tên gọi khác của chức vụ Tỉnh trưởng Chính phủ Nhân dân

#### Chủ tịch Chính phủ Nhân dân tỉnh Tứ Xuyên (1952 - 1955)

Tứ Xuyên

Tỉnh Tứ Xuyên chính thức được thành lập năm 1952, khi hợp nhất các khu Xuyên Đông, Xuyên Tây, Xuyên Nam, Xuyên Bắc và thành lập Chính phủ Nhân dân tỉnh Tứ Xuyên. Thủ trưởng đầu tiên là Lý Tĩnh Toàn.
- Lý Tĩnh Toàn, nguyên Chủ tịch Chính phủ Nhân dân tỉnh Tứ Xuyên (1952 - 1955).

#### Từ 1955 đến 1968
Trong giai đoạn này, Thủ trưởng cơ quan hành chính tỉnh Tứ Xuyên giữ chức vụ Tỉnh trưởng Ủy ban Nhân dân tỉnh Tứ Xuyên (1955 - 1967) và Chủ nhiệm Ủy ban Quân Giải phóng Nhân dân Trung Quốc Kiểm soát tỉnh Tứ Xuyên (1967 - 1968), đó là:
- Lý Đại Chương, nguyên Thủ trưởng tỉnh Tứ Xuyên (1955 - 1968).

#### Chủ nhiệm Ủy ban Cách mạng tỉnh Tứ Xuyên (1968 - 1979)
- Trương Quốc Hoa, Trung tướng Giải phóng quân Nhân dân Trung Quốc, nguyên Chủ nhiệm Ủy ban Cách mạng tỉnh Tứ Xuyên (1968 - 1972).
- Lưu Hưng Nguyên, Trung tướng Giải phóng quân Nhân dân Trung Quốc, nguyên Chủ nhiệm Ủy ban Cách mạng tỉnh Tứ Xuyên (1972 - 1975).
- Triệu Tử Dương, nguyên Chủ nhiệm Ủy ban Cách mạng tỉnh Tứ Xuyên (1975 - 1979).

## Các lãnh đạo quốc gia Trung Quốc từng là Tỉnh trưởng Chính phủ Nhân dân tỉnh Tứ Xuyên

Bản đồ Tứ Xuyên

Trong quãng thời gian từ năm 1949 đến nay, Chính phủ Nhân dân tỉnh Tứ Xuyên có một lãnh đạo quốc gia từng giữ vị trí Tỉnh trưởng Chính phủ Nhân dân, đó là Triệu Tử Dương.
- Triệu Tử Dương (1919 - 2005), nguyên nhà lãnh đạo quốc gia (cận tối cao), nguyên Tổng Bí thư Đảng Cộng sản Trung Quốc (1987 - 1989), nguyên Tổng lý Quốc vụ viện Cộng hòa Nhân dân Trung Hoa (1980 - 1987), nguyên Ủy viên Ban Thường vụ Bộ Chính trị Đảng Cộng sản Trung Quốc (1977 - 1999), lãnh đạo các vị trí thứ tư, thứ nhất, nguyên Phó Chủ tịch thứ nhất Ủy ban Quân sự Trung ương Đảng Cộng sản Trung Quốc, nguyên Phó Chủ tịch Đảng Cộng sản Trung Quốc.

Triệu Tử Dương từng giữ vị trí Tổng Bí thư nhưng vẫn không phải là Lãnh đạo tối cao Trung Quốc, bởi vì lãnh đạo tối cao Trung Quốc trong thời điểm đó thuộc về Đặng Tiểu Bình. Năm 1989, trong Sự kiện Thiên An Môn, Triệu Tử Dương cho thấy sự ưu đãi, ủng hộ phe biểu tình. Bởi vậy, ông đã bị thanh trừng bởi Đặng Tiểu Bình năm 1989, bị giam lỏng tại nhà cho đến khi qua đời năm 2005.
Ngoài ra còn có cán bộ cao cấp từng là Thủ trưởng Tứ Xuyên:
- Lý Tĩnh Toàn (1909 - 1989), nguyên Ủy viên Bộ Chính trị Đảng Cộng sản Trung Quốc, nguyên Bí thư Ủy ban Trung ương Tây Nam Trung Quốc.